# Мохамед Авад
Мохамед Хуссейн Авад Мусса (араб. محمد عواد‎; 6 июля 1992, Исмаилия, Египет) — египетский футболист, вратарь клуба «Замалек» и сборной Египта.

## Клубная карьера
Авад начал карьеру в клубе «Исмаили» из своего родного города. 25 декабря 2013 года в матче против «Куанаха» он дебютировал за команду в чемпионате Египта. В начале 2015 года Мохамед на правах аренды был отдан в «Аль-Масри». После окончания аренды он мог перейти в португальский «Униан Мадейра», но клубы сначала не сошлись в цене, а затем Исмаили отказался отпускать своего игрока.

## Международная карьера
В 2011 году Авад в составе молодёжной сборной Египта принял участие в молодёжном чемпионате мира в Колумбии. На турнире он был запасным и на поле не вышел. В 2017 году он дебютировал за сборную Египта.